# Município de Tod (condado de Crawford, Ohio)
O município de Tod (em inglês: Tod Township) é um município localizado no condado de Crawford no estado estadounidense de Ohio. No ano de 2010 tinha uma população de 677 habitantes e uma densidade populacional de 14,35 pessoas por km².

## Geografia
O município de Tod encontra-se localizado nas coordenadas 40° 50′ 29″ N, 83° 05′ 37″ O. Segundo a Departamento do Censo dos Estados Unidos, o município tem uma superfície total de 47.17 km², da qual 47,15 km² correspondem a terra firme e (0,05 %) 0,03 km² é água.

## Demografia
Segundo o censo de 2010, tinha 677 pessoas residindo no município de Tod. A densidade populacional era de 14,35 hab./km². Dos 677 habitantes, o município de Tod estava composto pelo 98,97 % brancos, o 0,15 % eram afroamericanos, o 0,3 % eram amerindios, o 0,3 % eram de outras raças e o 0,3 % eram de uma mistura de raças. Do total da população o 1,62 % eram hispanos ou latinos de qualquer raça.